# Синагога Бет-Шалом (Гавана)
Синагога Бет-Шалом (исп. Gran Sinagoga Bet Shalom, — Большая Синагога Бет-Шалом; ивр. בית הכנסת בית שלום) — синагога в Гаване, Куба. В 1981 году большая часть синагоги была продана государству и переделана в Культурный центр Бертольта Брехта, включающий театр, концертный зал, галерею и бар. Сегодня в руках религиозной общины остается лишь часть строения. В 1990-е годы был проведен капитальный ремонт. Бет-Шалом считается штаб-квартирой кубинской еврейской общины. В здании также находится еврейская библиотека. Несмотря на атеистические принципы правительства Кубы, синагога не была закрыта после революции, а за несколько лет до своей кончины Фидель Кастро посетил её во время празднования Хануки.